# Henri Becquerel
Antoine Henri Becquerel (15. prosince 1852 Paříž – 25. srpna 1908 Le Croisic) byl francouzský fyzik, nositel Nobelovy ceny za fyziku, kterou získal v roce 1903 za objev přirozené radioaktivity společně s Marií Curie-Sklodowskou a jejím manželem Pierrem Curie.

## Život
Antoine Henri Becquerel se narodil v budově pařížského Muzea přírodních dějin (Muséum national d'histoire naturelle), kde byl profesorem jeho otec, fyzik Edmond Becquerel, i jeho děd, Antoine César Becquerel. Studoval v lyceu Ludvíka Velikého (Lycée Louis-le-Grand), kde ho mj. vyučoval matematice Jean Gaston Darboux. V roce 1872 vstoupil na Polytechnickou školu (École polytechnique) a o dva roky později započal studium na inženýrské Škole mostů a silnic (École nationale des ponts et chaussées).
V roce 1874 se oženil s Lucií Jaminovou, dcerou profesora na Polytechnické škole Julese Jamina. V roce 1878 se jim narodil syn Jean, který se také stal fyzikem.
V roce 1877 obdržel Henri Becquerel inženýrský diplom; poté nastoupil vědeckou dráhu. Začal se zabývat optikou, mj. zkoumal polarizaci světla. Studoval také infračervené spektrum par kovů a absorpci světla v krystalech. V roce 1888 získal doktorský titul za práci na téma Výzkum absorpce světla. Následujícího roku byl zvolen do francouzské Akademie věd, stejně jako předtím jeho otec i děd. Po smrti první manželky se v roce 1890 znovu oženil s Louise Désirée Lorieux. V letech  1892–1895 byl profesorem fyziky v Muzeu přírodních dějin a následně až do konce života na Polytechnické škole.
V roce 1896 při zkoumání fluorescence uranových solí objevil přirozenou radioaktivitu. Za tento objev mu byla v roce 1903 udělena Nobelova cena za fyziku.

## Vědecká práce

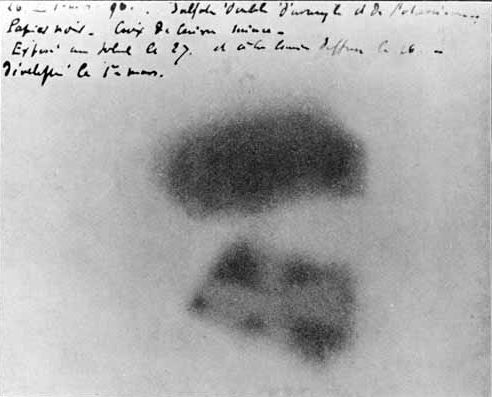
Fotografická deska, která byla vystavena účinkům radioaktivního záření. Dole je vidět stín kovového maltézského kříže umístěného mezi deskou a uranovou solí

Na začátku své práce se Becquerel zabýval optickými vlastnostmi látek. Když došlo k objevu rentgenového záření, hledal Becquerel souvislost mezi tímto zářením a přirozenou fluorescencí.
V roce 1896 Becquerel studoval fluorescenci uranových solí. Přitom víceméně náhodou objevil přirozenou radioaktivitu. Vložil fluorescenční minerál mezi fotografické desky. Když zkoumal fotografickou desku, která přišla se solemi do styku, zjistil, že na ní došlo k chemickým změnám, ačkoliv nebyla ozářena světlem. Z toho usoudil, že soli vyzařují záření jiné než světelné povahy. Výsledky uvedl ve známost 2. března 1896, pouze o několik dní dříve než k podobným závěrům dospěl v Londýně Silvanus P. Thompson. Za tento objev dostal v roce 1900 Rumfordovu medaili (Rumford Medal) a byl jmenován důstojníkem Řádu čestné legie.
V roce 1901 určil, že zdrojem přirozené radioaktivity je uran a prozkoumal fyziologické účinky radioaktivního záření. Studium tohoto nově objeveného záření si následně zvolila za téma disertační práce Marie Curie, žena jeho kolegy Pierre Curie. Po několika měsících výzkumu potvrdila, že toto záření je vlastností více chemických prvků a nazvala tuto jejich vlastnost radioaktivitou. Manželé Curieovi později objevili ještě prvky polonium a radium. V roce 1903 obdrželi všichni tři za tyto objevy Nobelovu cenu za fyziku.

## Ocenění
V roce 1908, v roce své smrti, byl Becquerel zvolen stálým tajemníkem Académie des Sciences. Henri Becquerel zemřel předčasně ve věku 55 let. Později po něm byla pojmenována jednotka radioaktivity becquerel, kráter na Měsíci (nachází se na severní polokouli) a kráter na Marsu.
Další ocenění:
- Rumfordova Medaile (1900)
- Helmholtz Medal (1901)
- Nobelova cena za fyziku (1903)
- Barnardova medaile (1905)